# Fuente de la Sirena de Lérida

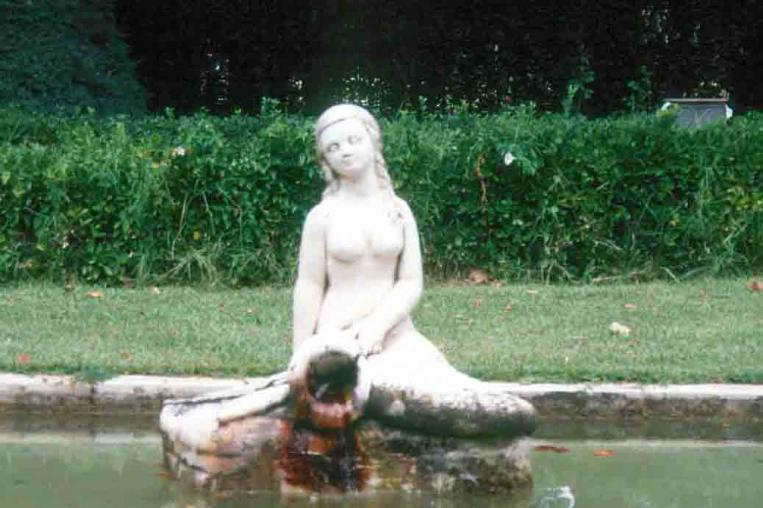
Fuente de la Sirena.

La fuente de la Sirena es una fuente de estilo neoclásico que se puede encontrar en el Parque de los Campos Elíseos de Lérida.

## Historia
Antes de la Sirena había una Ninfa, que databa del año 1864, el mismo año que se inauguraron los Campos Elíseos, y que tras la riada del año 1982 se deterioró mucho y se cambió por la Sirena.
La Fuente de la Sirena data de finales del año 1982 y se desconoce el autor, como la mayoría de fuentes ornamentales de Lérida. 
Se representa una Sirena sentada en una roca y por la caracola le sale el agua. Está en medio de un parterre lleno de rosas, que es conocido como Parterre de la Fuente de la Sirena o Parterre de las Ranas.
Con la reforma que se hizo de los Campos Elíseos el año 2007, se sacó el agua de la Fuente de la Sirena y se puso piedras en lugar del agua, y le daba una imagen decadente a ella y el parque. Esto recurrió a crear un grupo en la red social Facebook, titulado "QUEREMOS QUE VUELVA A FUNCIONAR LA FUENTE DE LA SIRENA DE LLEIDA", que reivindicaba que volviera a brotar el agua por la Fuente de la Sirena. Este grupo llegó a los 600 miembros.
En febrero del año 2010, el grupo municipal de ICV, llevó al Pleno Municipal: Iniciar los trabajos pertinentes para que se recupere el funcionamiento correcto de la fuente de la Sirena de los Campos Elíseos. Hacer, a la vez, un estudio económico y técnico para evaluar la pertinencia y el coste de la recuperación de las otras. 
Con 11 votos a favor de los grupos de ICV-EUiA, CiU, PP y ERC; 15 votos en contra del Grupo Municipal del PSC y la abstención del concejal no adscrito, se rechazó la moción, pero la concejala de Urbanismo, Marta Camps, dijo que se volvería a mirar.
El 8 de marzo de 2011 comenzaron los trabajos de arreglo de la Fuente de la Sirena, de la del León y la de las Ranas o Nenúfares. El día 25 de marzo entró en funcionamiento, en pruebas, y el día 5 de abril entró, oficialmente, en funcionamiento.

## Galería de imágenes

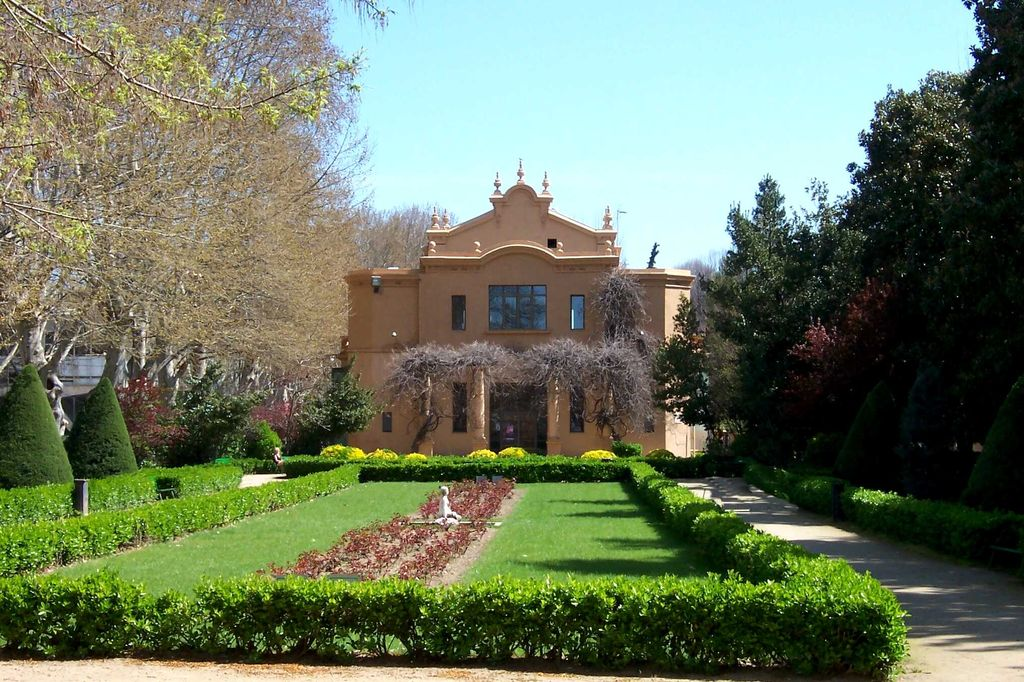
Parterre de la Fuente de la Sirena
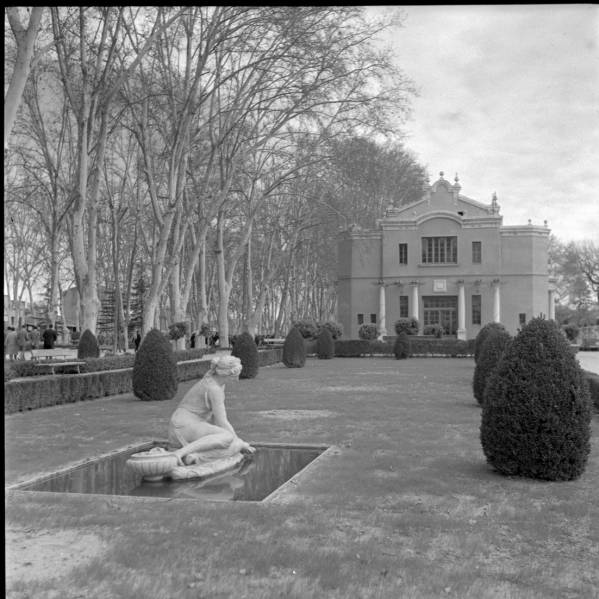
Fuente de la Ninfa
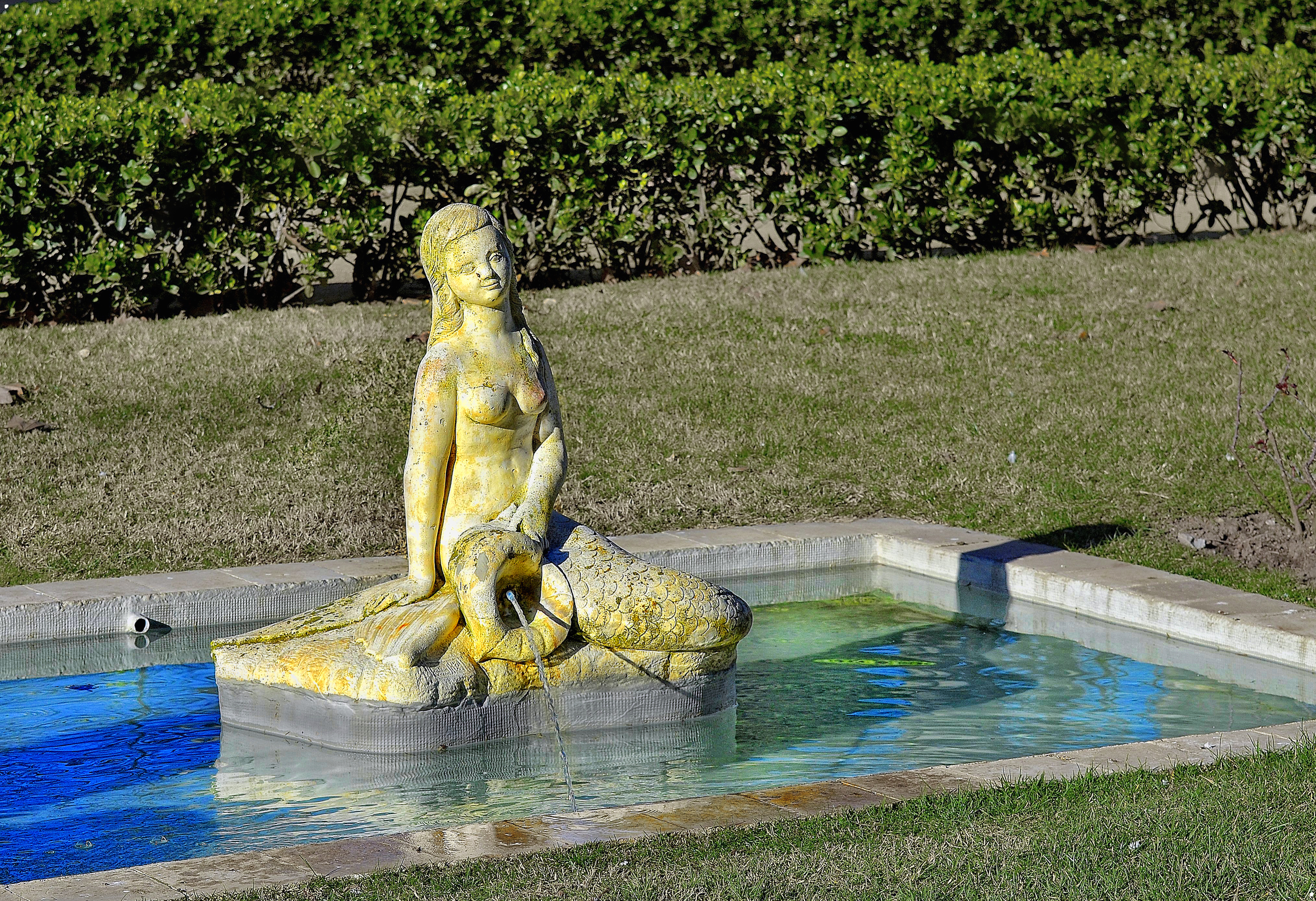
Fuente de la Sirena (Campos Eliseos de Lleida)
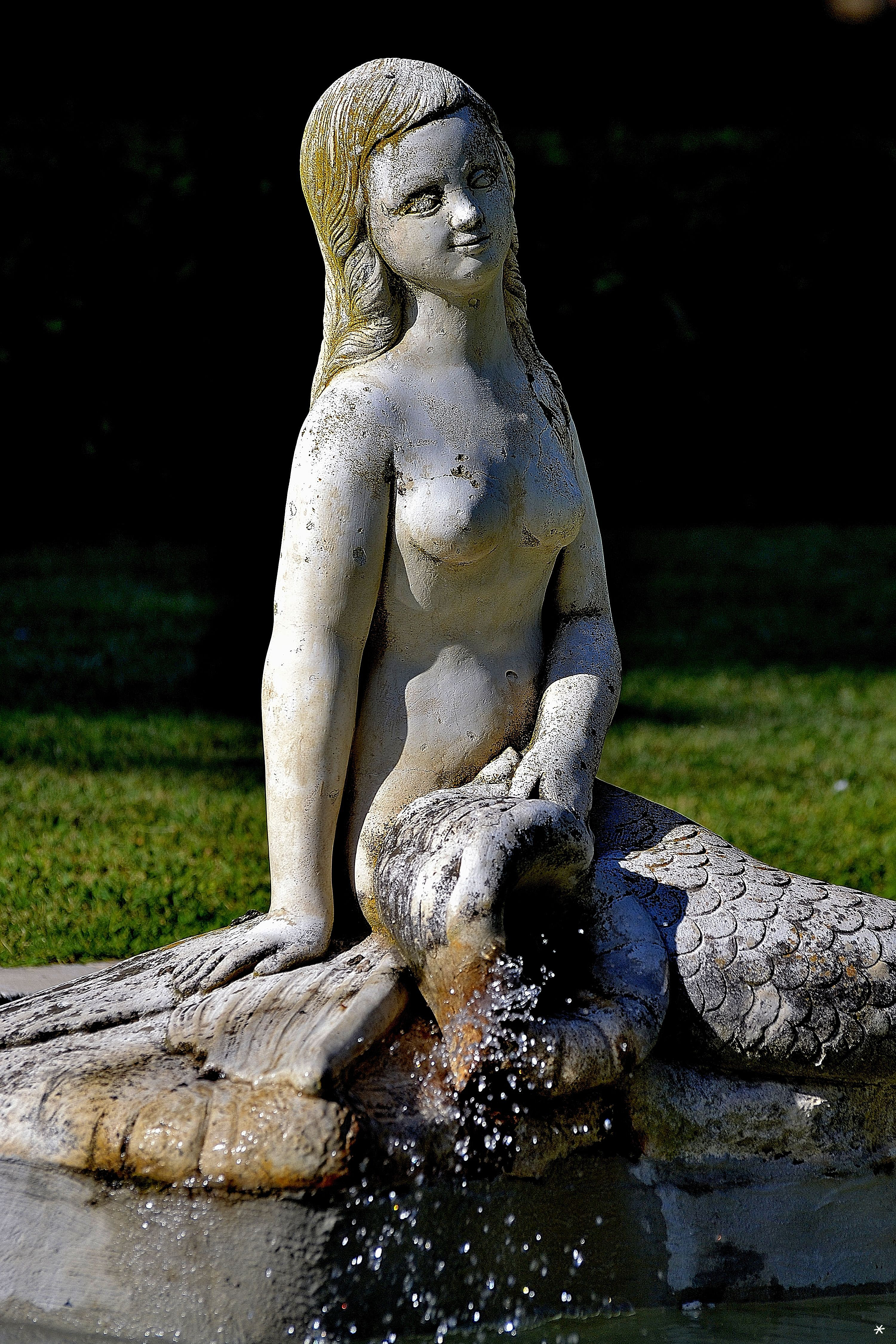
Fuente de la Sirena en los jardines de los Campos Elíseos de Lleida.
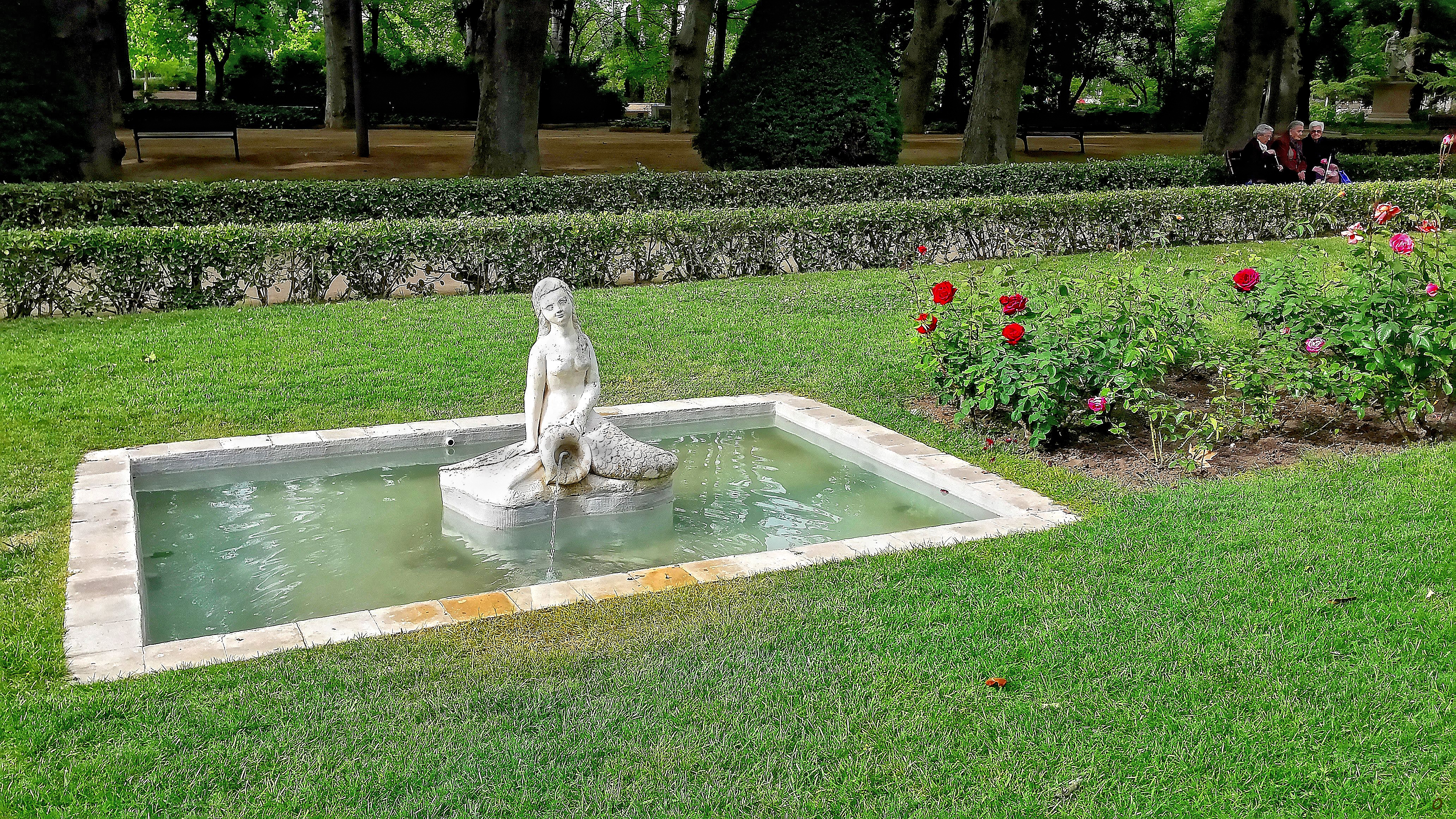
Parterre de la Sirena o de las Rosas en los jardines de los Campos Elíseos de Lleida.